# Nicole Monsorno
Nicole Monsorno (* 7. Februar 2000 in Cavalese) ist eine italienische Skilangläuferin.

## Werdegang
Monsorno, die für den Gruppo Sciatori Fiamme Gialle startet, nahm von 2017 bis 2020 vorwiegend an U18- und U20-Rennen im Alpencup teil. Dabei belegte sie in der Saison 2018/19 den siebten Platz und 2019/20 den vierten Platz in der U20-Gesamtwertung. Bei den Nordischen Junioren-Skiweltmeisterschaften 2019 in Lahti belegte sie den 31. Platz über 5 km Freistil, den 11. Rang im Sprint und den zehnten Platz mit der Staffel. In der Saison 2019/20 lief sie in Oberstdorf erstmals im Weltcup und errang dabei den 36. Platz im Sprint. Bei den Nordischen Junioren-Skiweltmeisterschaften 2020 in Oberwiesenthal lief sie auf den 21. Platz über 5 km klassisch, auf den 17. Rang im Sprint und auf den vierten Platz mit der Staffel. Zu Beginn der Saison 2020/21 startete sie in Ulrichen erstmals im Alpencup und kam dabei auf den 42. Platz über 10 km Freistil und auf den 18. Rang im Sprint. Im weiteren Saisonverlauf belegte sie bei den U23-Weltmeisterschaften 2021 in Vuokatti den 32. Platz über 10 km Freistil und den 13. Rang im Sprint und beim Saisonhöhepunkt, den nordischen Skiweltmeisterschaften 2021 in Oberstdorf, den 25. Platz im Sprint. Im folgenden Jahr holte sie in Falun mit dem 27. Platz im Sprint ihre ersten Weltcuppunkte und belegte bei den ei den U23-Weltmeisterschaften in Lygna den 23. Platz im Sprint, den 20. Rang über 10 km klassisch sowie den achten Platz mit der Staffel.